# Giant-Geysir
Koordinaten: 44° 28′ 15″ N, 110° 50′ 27″ W

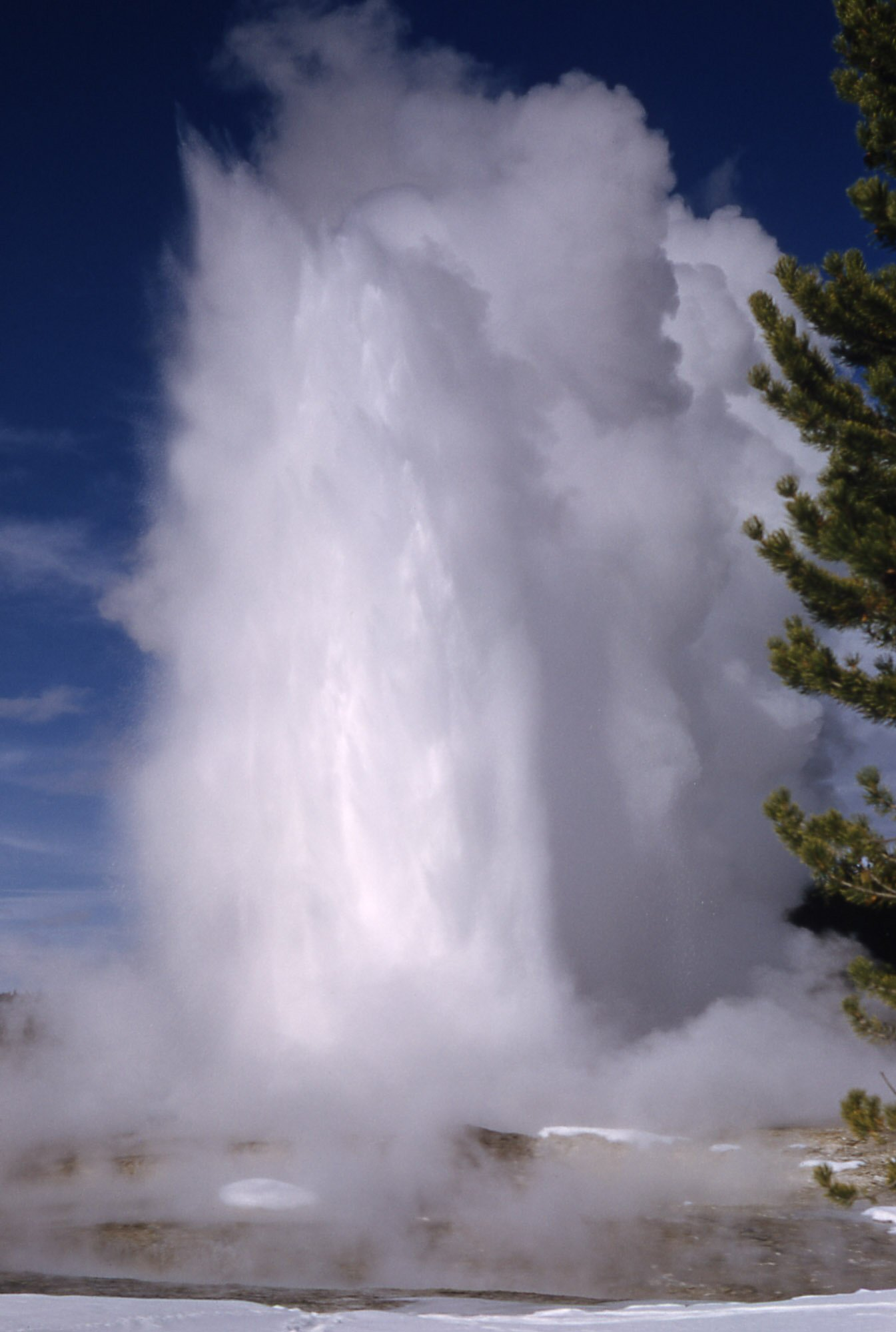
Eruption des Giant Geyser (1952)

Der Giant-Geysir (engl. Giant Geyser) ist ein kegelförmiger Geysir im Oberen Geysir-Becken im Yellowstone-Nationalpark im US-Bundesstaat Wyoming. Der Giant-Geysir ist zudem Namensgeber für die Giant-Geysir-Gruppe, zu der selbiger sowie Bijou Geysir und der Mastiff Geysir gehören. Außerdem ist der Geysir namensgebend für die Giant Platform, ein erhöhtes Steinplateau, auf dem sich die drei Geysire befinden. Der Giant Geysir ist vor allem für die spektakulären Fontänen, welche bis zu zwei Meter Durchmesser haben, sowie den rund vier Meter hohen Kegel bekannt.

## Geschichte
Am 18. September 1870 wurde die Eruption des Giant erstmals durch das Team der Washburn-Langford-Doane-Expedition beobachtet. Nachdem sie das Obere Geysir Becken eineinhalb Tage lang erkundet und erforscht hatten, benannten sie sieben Geysire in dem Becken, unter anderem auch den Giant. Nathaniel P. Langford beschrieb 1871 den Giant so:

„Der Giant“ hat einen robusten Krater mit ca. 3,3 m Außendurchmesser, und einen ungleichmäßig strukturierten Innendurchmesser mit ca. 2 m. Wir sahen die Eruption nur einmal, und sie war riesig. Mit fast 2 m Durchmesser schoss die Fontäne 3 Stunden lang in bis zu 46 m Höhe. Der Krater ähnelt zudem einer Miniatur des Kolosseums.

## Eruptionen
Die Eruption findet sehr unregelmäßig statt. Mal dauert es ein paar Tage, mal ein paar Wochen. Zudem variiert die Aktivität von Jahr zu Jahr erheblich. Gelegentlich finden gewaltige Eruptionen statt, welche mehrere Stunden dauern und bis zu 80 m hoch sind. Ab 1955 eruptierte er mehrere Jahre lang extrem häufig, im Gegensatz dazu fanden von 1963 bis 1987 nur sechs Eruptionen statt. Ab 1997 war der Giant wieder aktiver und Eruptionen fanden etwa alle vier Tage statt. Die vorerst letzte aktive Phase begann am 6. August 2005 und dauerte bis zum 29. April 2008, als dann die Aktivität deutlich abnahm, jedoch nicht zum Stillstand kam, denn am 26. August 2008 fand noch einmal eine Eruption statt. Insgesamt fanden elf Eruptionen 2005 statt, 47 im Jahr 2006, 54 im Jahr 2007 (was zudem die höchste Anzahl an Eruptionen des Giant seit 1955 war) und 15 im Jahr 2008. Die Gründe für die extremen Aktivitätsschwankungen sind unbekannt, jedoch wird vermutet, dass sie auf geothermische Energieschwankungen zwischen dem Giant und dem nahegelegenen Grotto-Geysir beruhen.
Die Höhe der Fontänen sowie die relativ häufig stattfindenden Eruptionen in den letzten Jahren, veranlassten Forscher dazu, den Giant vielfach zu untersuchen, wodurch er einer der bestuntersuchten Geysire im Park wurde. Aufgrund dieser Studien ließ sich auch viel über das Eruptionsverhalten von Geysiren ableiten, bzw. dazulernen. Dampfentwicklung und Blubbern des Geysires lässt sich immer in den inaktiven Phasen des Geysires beobachten, jedoch Eruptionen kommen in den inaktiven Zeiten des Geysir nur sehr selten vor.

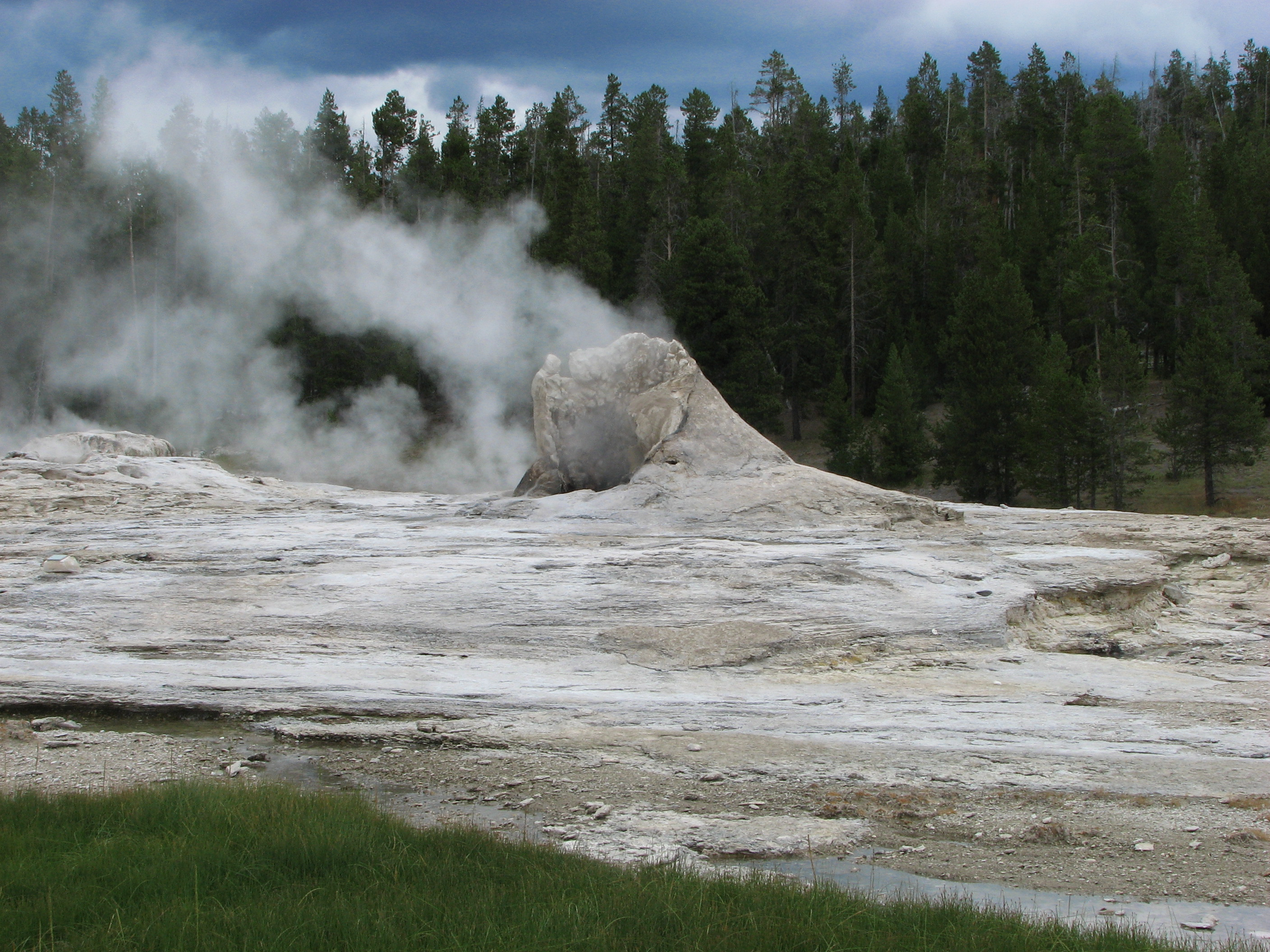
Kegel des Giant mit Giant Plateau
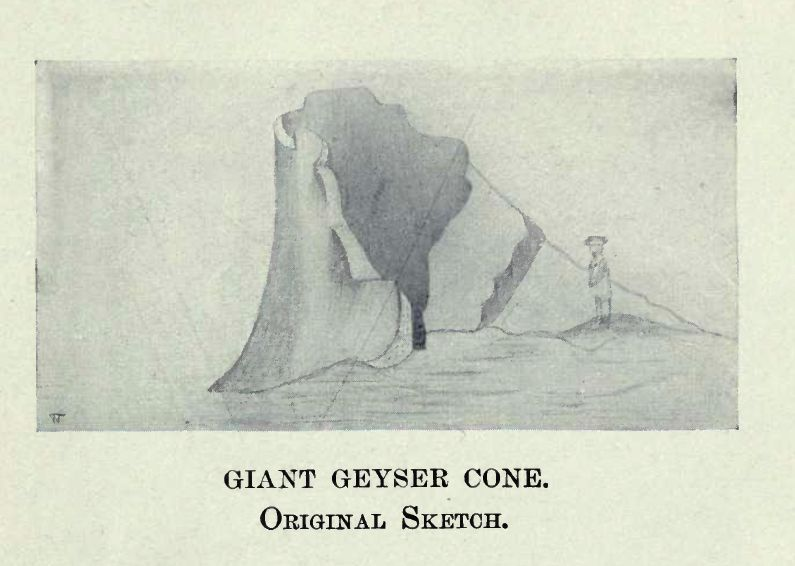
Skizze des Giant Geysirs, angefertigt von Nathaniel P. Langfords, 1870 auf der Washburn Expedition
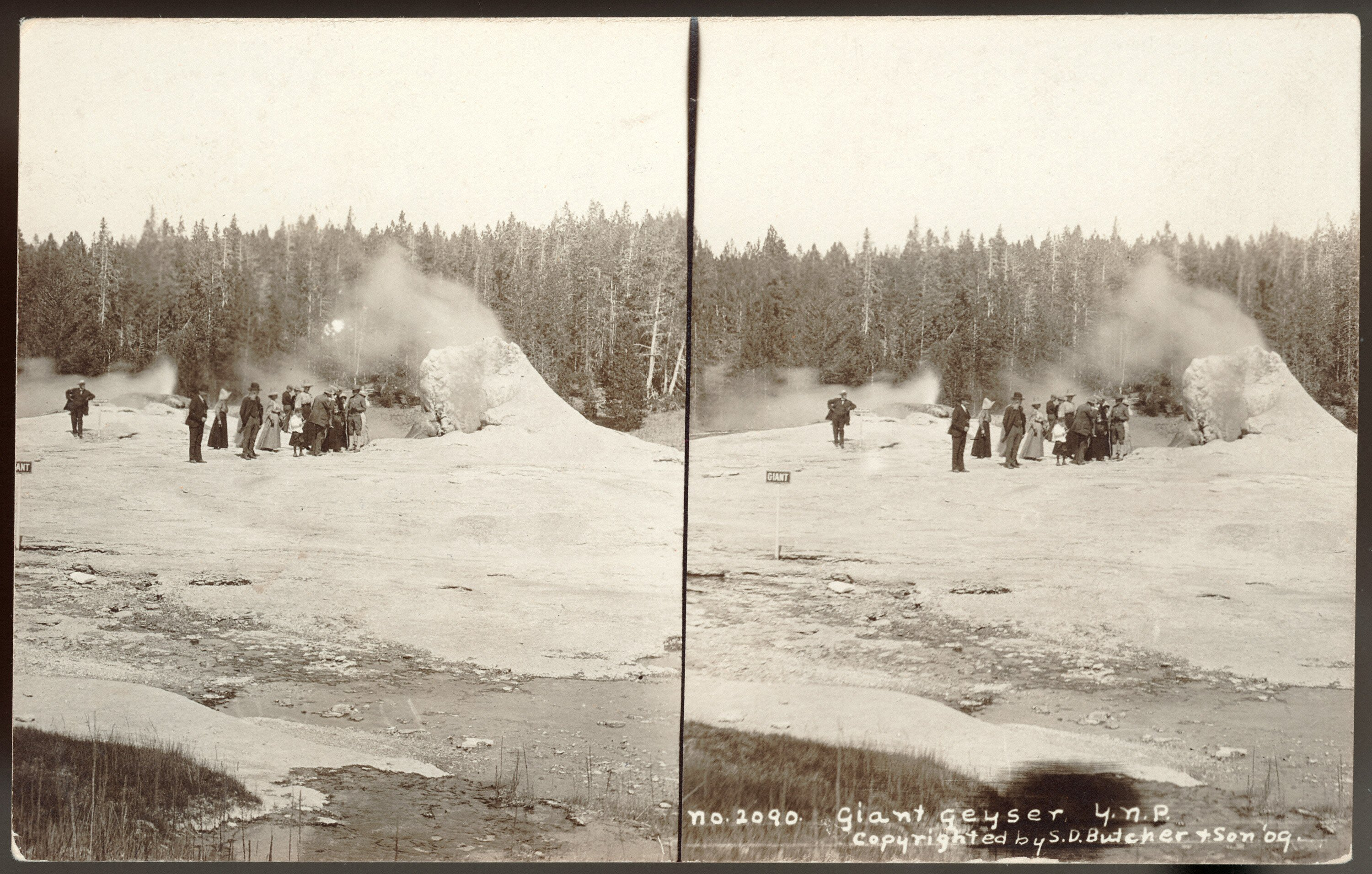
Foto des Giant Geysirs von 1909